# Scinque de Telfair
Leiolopisma telfairii
Espèce
Synonymes
- Scincus telfairii Desjardins, 1831
- Lygosoma compressicaudum Werner, 1897

Statut de conservation UICN

 VU D2 : Vulnérable
Leiolopisma telfairii, Scinque de Telfair ou Scinque de l'île Ronde, est une espèce de sauriens de la famille des Scincidae.

## Répartition
Cette espèce est endémique des Mascareignes.
Actuellement, elle ne se rencontre plus que sur des îles mauriciennes : l’île aux Aigrettes au Sud, l'île Ronde, l'île Plate et d'autres petites îles du Nord de Maurice.
Elle vivait également sur l'île Maurice et à La Réunion, mais a maintenant disparu de ces deux îles.

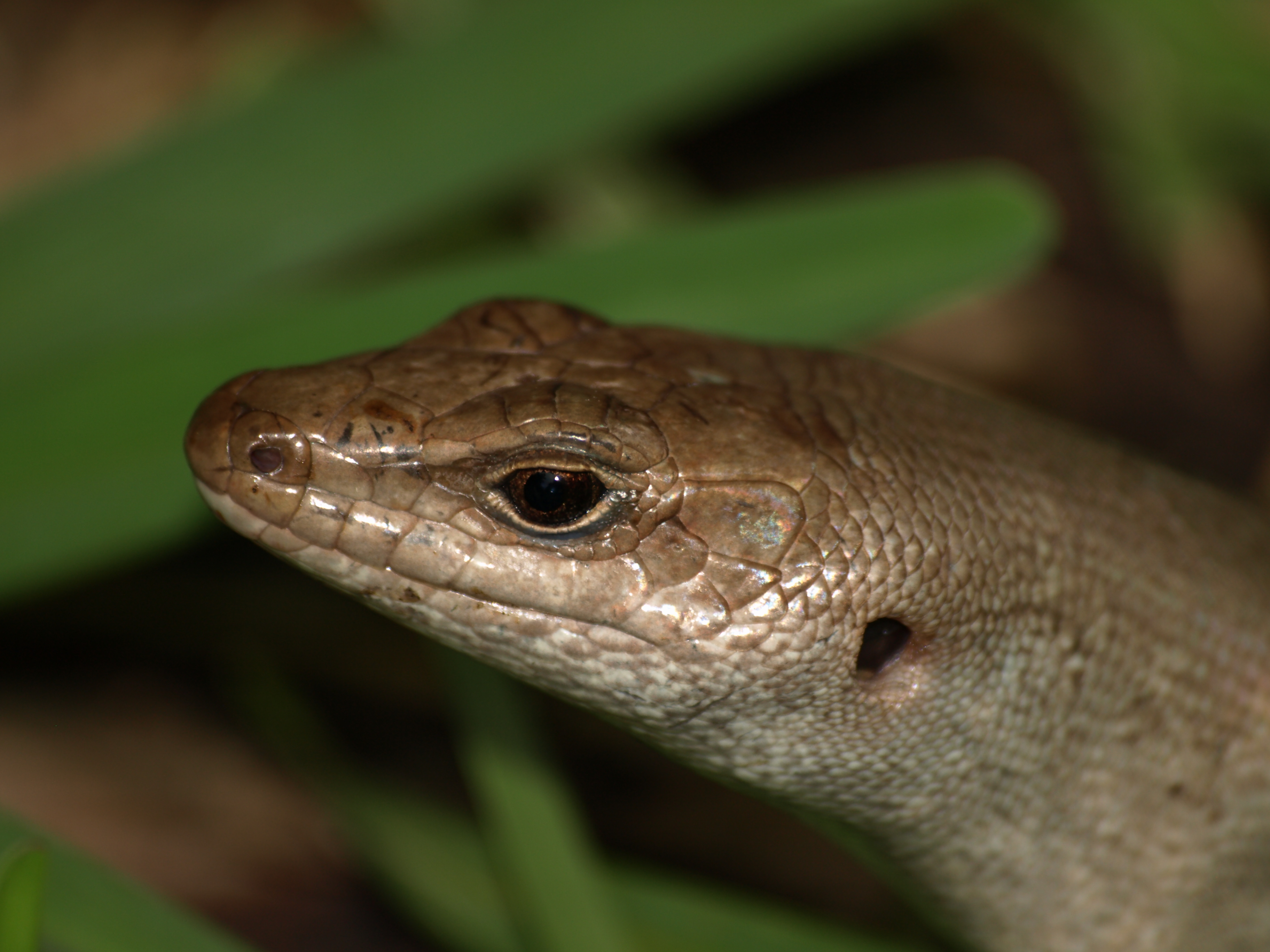

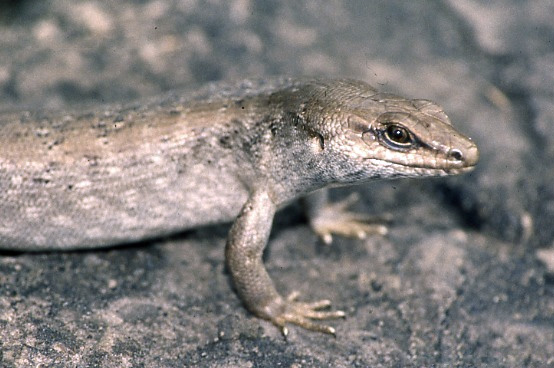

## Étymologie
Cette espèce est nommée en l'honneur de Charles Telfair, le fondateur de la Société d'histoire naturelle de l'île Maurice.

## Publication originale
- Desjardin, 1831 : Sur trois espèces de lézard du genre scinque, qui habitent l'île Maurice (Ile-de-France). Annales des Sciences Naturelles, Paris, vol. 22, p. 292-299 (texte intégral).